# Schmierverfahren
Schmierverfahren ist ein Begriff der Tribologie und wird angewendet, um den jeweiligen Schmierstoff in der richtigen Menge zur richtigen Zeit an eine Stelle der Reibung zu befördern und ihn gegebenenfalls wieder abzuleiten.
Schmierverfahren können nach verschiedenen Kriterien eingeteilt werden.

## Verlustschmierung (Verbrauchsschmierung)

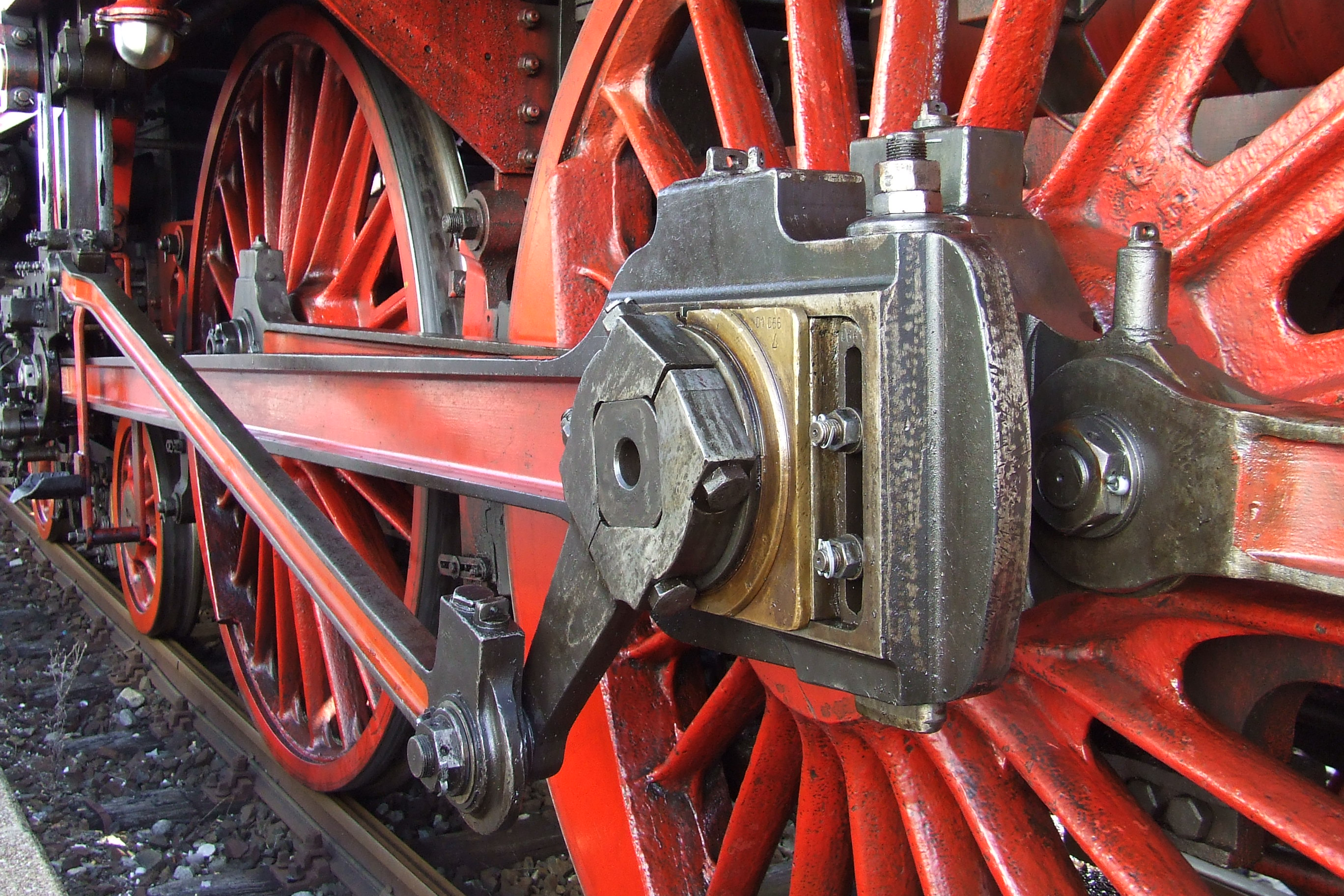
Verlustschmierung am Triebwerk einer Dampflokomotive. Die Ölgefäße sind in die Lagerung integriert und mit Gewindestopfen verschlossen.

Verlustschmierung bezeichnet das ausschließliche Zuführen von Schmierstoff zur Schmierstelle. Die Zuführung kann manuell, halbautomatisch oder automatisch erfolgen. Alter Schmierstoff wird kontinuierlich oder zyklisch durch neuen, unverbrauchten Schmierstoff ersetzt. Der alte, verbrauchte Schmierstoff muss entfernt werden, sofern er sich nicht von selbst verflüchtigt.
Beispiele: Einstreichen von Gleitflächen mit Schmierfett, Ölen von Gelenken mit der Ölkanne, Antriebskette bei Fahrrad und Motorrad, Gemischschmierung im Zweitaktmotor (Verwendung von Zweitaktöl)

## Umlaufschmierung
Umlaufschmierung bezeichnet einen Schmierstoffkreislauf. Er besteht aus dem Reservoir (z. B. Ölwanne), der Zuführung zur Reibstelle und der Rückführung. Es kann auch noch eine Schmierstoffaufbereitung (z. B. Ölfilter) zwischengeschaltet sein. Umlaufschmierungen benötigen durch die Wiederverwendung weniger Schmierstoff. Durch das geschlossene System gelangt im Regelfall kein Schmierstoff in die Umwelt. Umlaufschmierung wird meistens mit Schmieröl realisiert. Das bekannteste Beispiel ist der Viertakt-Motor.

## Tauchschmierung
Sie wird bei minder belasteten Getrieben eingesetzt. Der Ölstand im Gehäuse reicht zumindest bis zu den unteren Zähnen. Die sich drehenden Zahnräder nehmen den Schmierstoff mit in den Zahneingriff. Durch einen niedrigen Ölstand können Planschverluste im Getriebe gering gehalten werden. Es ist jedoch auf ausreichende Versorgung aller Schmierstellen zu achten. Durch günstige Bauteil- und Gehäusegestaltung kann das wieder abtropfende Öl auch an höherliegende, nicht eintauchende Schmierstellen, wie Wälzlager transportiert werden. In Kolbenmaschinen können auch Schöpfkellen am Pleuel dazu dienen, Öl zum Pleuellager zu fördern oder zu höhergelegenen Schmierstellen zu „schleudern“. An historischen Opel-Pkws wurde die Tauchschmierung darum auch als „Baggerölung“ bezeichnet.

## Lebensdauerschmierung
Unter Lebensdauerschmierung versteht man das einmalige Ausstatten einer Reibstelle mit Schmierstoff, der bis zum Ende der geplanten Nutzungsdauer nicht ausgetauscht oder erneuert werden muss.
Sie wird häufig bei Wälzlagern angewendet, findet aber beispielsweise auch bei Linearführungen ihren Einsatz. Diese Systeme werden bei der Herstellung mit einer Schmierfettfüllung versehen, die durch Dichtringe im Lager bzw. in der Führung gehalten wird.
Problematisch wird eine Lebensdauerschmierung dann, wenn das Einsatzprofil oder die Nutzungsdauer deutlich von den zur Auslegung angenommenen Bedingungen abweicht. In solchen Fällen kann die Schmierung versagen. Ein Auffüllen des Schmierstoffreservoirs ist in der Regel nicht möglich, da keine Zugänge vorhanden sind.

## Selbstschmierung
Selbstschmierung bezeichnet die Eigenschaft einer Reibstelle, ohne externen Schmierstoff zu arbeiten. Dies kann durch die Wahl sehr verschleißarmer Reibpartner mit geringem Reibungskoeffizienten erfolgen. Somit wird die Lebensdauer auch ohne zusätzlichen Schmierstoff erreicht. Ein Einsatzfeld sind beispielsweise Graphit- oder Kunststofflager. Eine andere Variante besteht darin, Festschmierstoff (z. B. Graphit) in Lagerschalen (z. B. Messing) einzubetten. Durch den Lagerverschleiß wird so immer wieder Schmierstoff freigesetzt.

## Nach Schmierstellenzahl

### Einzelschmierung
Einzelschmierung wird angewendet wenn nur eine Schmierstelle vorliegt, eine Zentralschmieranlage zu aufwändig ist oder die Schmierstellen von einer Zentralschmieranlage nicht erreicht werden können.

#### Manuelle Einzelschmierung

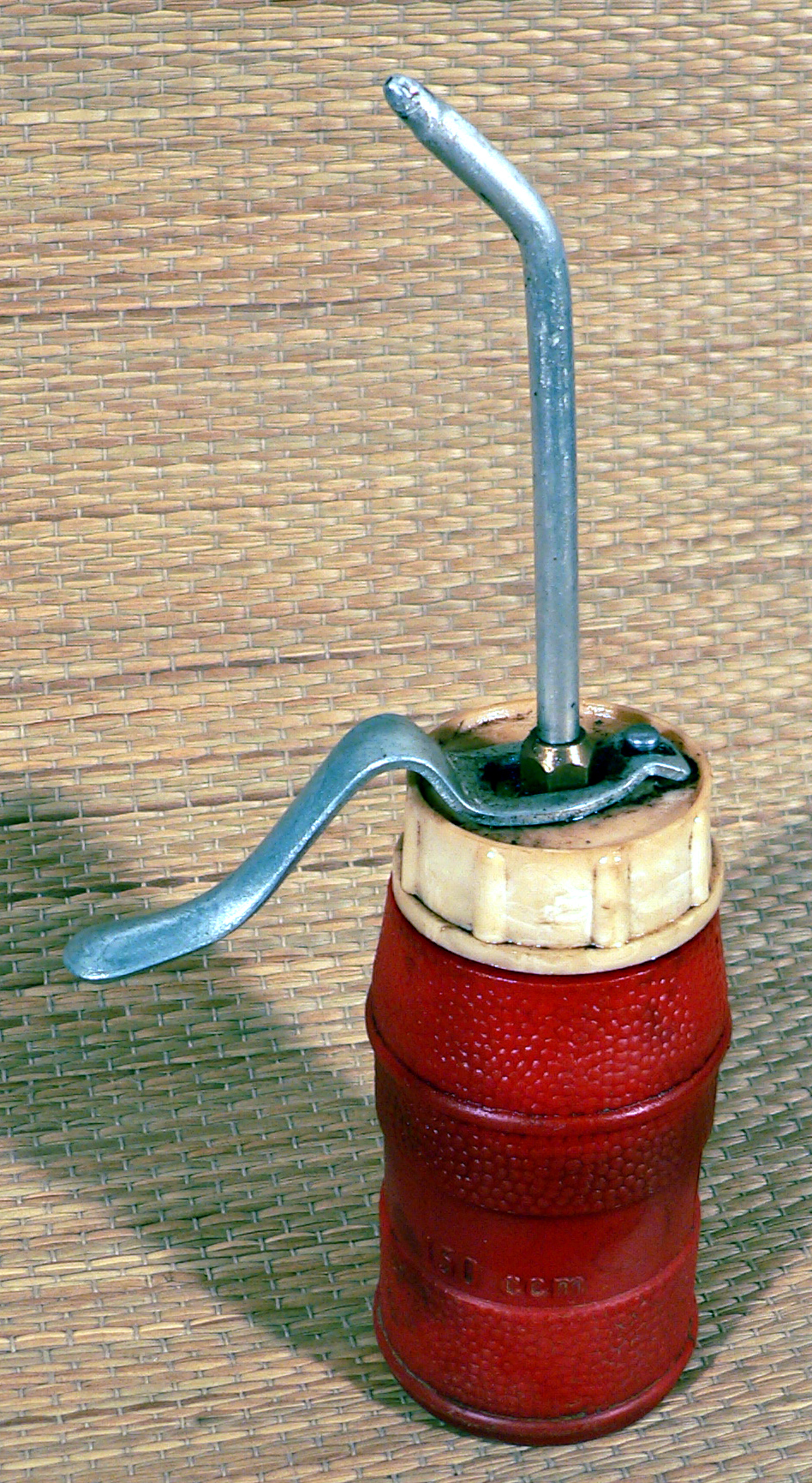
Pumpölkanne

Manuelle Einzelschmierung ist immer eine Verbrauchsschmierung.
Stichwörter: Auftragen von Hand, Pinsel, Spachtel, Ölkanne, Fettpresse, Schmiernippel, Staufferbüchse, Punktöler

#### Halbautomatische Einzelschmierung
Dazu gehören Schmierstoffgeber wie Dochtöler, Tropföler, Stiftöler, Fettkastenschmierung und Fettbüchse.

#### Automatische Einzelschmierung
Stichworte: Tauchschmierung, Spritz+Sprühschmierung

### Zentralschmierung
Zentralschmieranlagen bieten sich an, wenn mehrere Schmierstellen versorgt werden müssen.

Ein Vorteil besteht in der Verringerung des Wartungsaufwandes.
Durch die regelmäßige Schmierung und richtige Dosierung verringern sich der Schmierstoffverbrauch und der Verschleiß. Sie wurde früher sehr oft in Automobilen (Zentralchassisschmierung) eingebaut, damit ersparte man sich das Abschmieren mittels Fettpresse und Ölkännchen. Ebenfalls ein klassischer Fall ist die Zentralschmierung aller unter Dampf gehender Schmierstellen bei Dampfmaschinen und -lokomotiven mit bei Raumtemperatur sehr zähflüssigem Heißdampföl.